# Прошкино (Курганская область)
Прошкино — село в Шумихинском районе Курганской области России. Входит в состав Галкинского сельсовета.

## География
Село находится на западе Курганской области, в лесостепной зоне, на восточном берегу озера Прошкина, на расстоянии примерно 54 километров (по прямой) к северо-западу от Шумихи, административного центра района. Абсолютная высота — 154 метра над уровнем моря.
Климат
Климат характеризуется как континентальный с холодной малоснежной зимой и коротким тёплым летом. Средняя температура воздуха самого тёплого месяца (июля) составляет 18,5 °C (абсолютный максимум — 39 °C); самого холодного (января) — −16,8 °C (абсолютный минимум — −48 °C). Среднегодовое количество атмосферных осадков составляет 429 мм, из которых 323 мм выпадает в тёплый период.

## История
До 1917 года центр Прошкинской волости Шадринского уезда Пермской губернии. По данным на 1926 год состояло из 342 хозяйств. В административном отношении являлось центром Прошкинского сельсовета Песчанского района Шадринского округа Уральской области.

## Население
| 1989 | 2002 | 2010 | 2012 | 2013 | 2014 | 2015 |
| ---- | ---- | ---- | ---- | ---- | ---- | ---- |
| 440  | ↘332 | ↘198 | ↘178 | ↘162 | ↘147 | ↘145 |
| 2016 | 2017 | 2018 |      |      |      |      |
| ↘138 | ↘133 | ↘128 |      |      |      |      |

По данным переписи 1926 года в селе проживало 1537 человек (697 мужчин и 840 женщин), в том числе: русские составляли 100 % населения.
Гендерный состав
По данным Всероссийской переписи населения 2010 года в гендерной структуре населения мужчины составляли 46 %, женщины — соответственно 54 %.
Национальный состав
Согласно результатам Всероссийской переписи населения 2002 года, в национальной структуре населения русские составляли 99 % из 332 чел.